# Campeonato Mundial de Ciclismo en Ruta de 1959
Los Campeonatos del mundo de ciclismo en ruta de 1959 se celebró en la localidad neerlandesa de Zandvoort el 16 de agosto de 1959. 

## Resultados
| Evento                     | Oro                                  | Oro            | Plata                              | Plata | Bronce                           | Bronce |
| -------------------------- | ------------------------------------ | -------------- | ---------------------------------- | ----- | -------------------------------- | ------ |
| Pruebas masculinas         |                                      |                |                                    |       |                                  |        |
| Hombres - carrera en línea | André Darrigade Francia              | 7 h 30 min 43s | Michele Gismondi · Italia          | m.t.  | Noël Foré · Bélgica              | m.t.   |
| Amateur - carrera en línea | Gustav-Adolf Schur Alemania Oriental | 4h 39' 02"     | Bastiaan Maliepaard · Países Bajos | m.t.  | Constant Goossens · Bélgica      | + 6"   |
| Pruebas femeninas          |                                      |                |                                    |       |                                  |        |
| Mujeres - carrera en línea | Yvonne Reynders · Bélgica            | 1h 53' 32"     | Aino Púronen Unión Soviética       | m.t.  | Vera Gorbatcheva Unión Soviética | m.t.   |